# 562年
| 千纪： | 1千纪 |
| 世纪： | 5世纪 \| 6世纪 \| 7世纪 |
| 年代： | 530年代 \| 540年代 \| 550年代 \| 560年代 \| 570年代 \| 580年代 \| 590年代                                                  |
| 年份： | 557年 \| 558年 \| 559年 \| 560年 \| 561年 \| 562年 \| 563年 \| 564年 \| 565年 \| 566年 \| 567年                            |
| 纪年： | 壬午年（马年）；高昌延昌二年；北齊太宁二年，河清元年；西梁大定八年，天保元年；南朝陳天嘉三年；北周保定二年；新罗開國十二年 |

## 大事记
- 梁宣帝蕭詧卒，子孝明帝蕭巋嗣位。南陳閩州（福建福州）刺史陳寶應叛，司空侯安都大破之。
- 波斯薩珊王朝霍斯勞一世與西突厥可汗室點密結盟，聯合滅掉了嚈噠王國並瓜分其地。

## 逝世
- 西梁宣帝蕭詧，西梁開國皇帝